# Patrick Guzzo
Pour les articles homonymes, voir Guzzo.
Patrick « Patsy » Joseph Guzzo (né le 14 octobre 1914 à Ottawa, mort le 16 janvier 1993 dans la même ville) est un joueur canadien de hockey sur glace.

## Carrière
Patsy Guzzo commence sa carrière de joueur en 1933 au club de Westboro. De 1935 à 1939, il joue pour le club de LaSalle. Il passe ensuite trois ans chez les Hull-Volants de Gatineau. De 1942 à 1947, il joue pour de nombreuses équipes différentes dans le niveau amateur.
En octobre 1947, l'Association canadienne de hockey amateur (ACHA) annonce que l'équipe senior de hockey sur glace de l'Aviation royale canadienne (ARC) basé à Ottawa serait l'équipe nationale aux Jeux olympiques d'hiver de 1948 à Saint-Moritz. À l'époque, l'ACHA avait des désaccords persistants avec la Fédération internationale de hockey sur glace et le Comité international olympique sur la définition d'un amateur, et l'équipe de l'ARC était un compromis pour répondre aux critères d'admissibilité des amateurs aux Jeux olympiques. Le vice-président de l'ACHA, Norman Dawe, et le secrétaire George Dudley, assurent la liaison avec le Comité olympique canadien et obtiennent l'approbation du choix. Patrick Guzzo est caporal dans l'armée de l'air canadienne.
Peu avant son départ pour la Suisse, son épouse fait une fausse couche.
Le Canada est champion olympique. En huit matchs, Guzzo marque cinq buts dont un en finale et sept passes décisives.
En tout, Guzzo marque 354 points (183+171) sur un total de 319 matches.
Après le tournoi, Guzzo reste avec les Ottawa RCAF Flyers pendant encore deux ans avant de prendre sa retraite et d'exploiter un magasin d'articles de sport à Ottawa. Il est également joueur de baseball et de softball. Batteur des Ottawa Loyals dès ses 13 ans, il devient au début des années 1940 manager de la Mercantile Softball League, peu avant de prendre le poste de vice-président de la Ligue junior de softball d'Ottawa, une responsabilité qu'il quitte dans les années 1950. Il est introduit au Temple de la renommée des sports des Forces canadiennes en 1971 au Temple de la renommée du sport d'Ottawa et au Canadian Olympic Hall of Fame en 2008.